# Bobby Connolly
William Harold Connolly  (* 4. Juli 1897 in New York City, New York; † 29. Februar 1944 in Encino, Kalifornien) war ein US-amerikanischer Choreograf und Filmregisseur, der viermal für den nur zwischen 1936 und 1938 verliehenen Oscar für die beste Tanzregie nominiert war.

## Leben
Connolly begann in den 1920er Jahren zunächst als Choreograf bei Produktionen an Broadway-Theatern. Zu den bekanntesten Musikkomödien jener Zeit zählen Good Morning Dearie (1921), Kitty's Kisses (1926), Honeymoon Lane (1926), Judy (1927), Good News (1927), Funny Face (1927), Treasure Girl (1928), The New Moon (1928), Show Girl (1929), Ziegfeld Follies of 1931 (1931), Free for All (1931), America's Sweetheart (1931) und Hot-Cha! (1932). Während dieser Zeit arbeitete er unter anderem mit dem Komponisten Sigmund Romberg zusammen.
1933 war er erstmals bei Moonlight and Pretzels als Choreograf bei einer Filmproduktion tätig und wirkte im Laufe seiner Karriere an der Herstellung von fast 30 Filmen als Choreograf mit.
Bei der Oscarverleihung 1936 war er gleich zweimal für den erstmals verliehenen Oscar für die beste Tanzregie nominiert und zwar zum einen für die Tanzszene „Latin from Manhattan“ aus dem Film Go Into Your Dance (1935) und zum anderen für „Playboy of Paree“ aus Broadway Hostess (1935). Weitere Nominierung für diesen nur bis 1938 verliehenen Oscar folgten 1937 für die Tanzszene „1000 Love Songs“ aus Kain und Mabel (1936) sowie 1938 für „Too Marvelous for Words“ aus dem Film Ready, Willing and Able (1937). Ein weiterer bekannter Film, an dem er als Tanzregisseur und Choreograf mitarbeitete, war Flirtation Walk (1934), bei dem er die Hochzeitsszene auf dem bis dahin größten Set drehte, dass von Warner Bros. gebaut wurde. Mehr als 400 professionelle Tänzer und Tänzerinnen traten bei dieser Szene auf.
Connolly war auch noch als Filmregisseur tätig und drehte 14 Filme wie A Day at Santa Anita (1937), Fools for Scandal (1938), Out Where the Stars Begin (1938) und Romance Road (1938).